# Rhescyntis descimoni
Rhescyntis descimoni är en fjärilsart som beskrevs av Lemaire 1975. Rhescyntis descimoni ingår i släktet Rhescyntis och familjen påfågelsspinnare. Inga underarter finns listade.